# USS LST-394
O USS LST-394 foi um navio de guerra norte-americano da classe LST que operou durante a Segunda Guerra Mundial.